# DNA polimerasi II
La DNA polimerasi II, (numero EC 2.7.7.7), è un enzima che si trova nelle cellule procariote.

## Funzioni
La DNA polimerasi II non risulta essenziale per la replicazione del DNA.
La sua azione è indotta da danni al DNA. 
Ha attività polimerasica 3'->5'. La DNA polimerasi II è capace di riempire i gap (buchi) di DNA, che hanno quindi una singola elica, senza bisogno di un primer a RNA; svolge quindi una funzione di "gap filling", ovvero riempie zone della molecola di DNA non complete. Queste zone non devono superare le 100 coppie di basi. Ha alta fedeltà di scrittura, ovvero commette pochi errori, ma per questo ha bassa processività, e non può quindi essere utilizzata nella normale sintesi.
La sintesi di questa polimerasi è indotta durante la fase stazionaria di crescita della cellula. È una fase in cui possono capitare errori di sintesi di DNA, fra cui piccoli gaps, buchi, che bloccano la DNA polimerasi III, la quale svolge la stragrande maggioranza della sintesi con la sua elevata processività. In queste circostanze la DNA polimerasi II risolve il problema ricominciando la sintesi nel buco. La DNA Polimerasi II differisce dalla DNA Polimerasi I in quanto non ha attività esonucleasica 5'->3' (esclusiva della Polimerasi I).

## Fattori necessari
L'attività di questa DNA polimerasi è stimolata dalle proteine SSB.

## Genetica
La DNA polimerasi II è codificata dal gene POL-B. 

## Scoperta della DNA polimerasi II
Il primo scopritore della DNA polimerasi fu Arthur Kornberg nel 1956.
Attraverso studi compiuti sul batterio Escherichia coli, Kornberg scoprì l'esistenza della DNA polimerasi I. 
Studi su una specie mutante di Escherichia coli, che portava mutazioni nell'enzima DNA polimerasi II portarono a identificare le funzionalità dell'enzima: le Escherichia coli con mutazioni nella polimerasi II crescevano e si sviluppavano normalmente. Si dedusse dunque che questo enzima non era essenziale per la replicazione della cellula.